# Friederike Vogel
Friederike Wilhelmine Vogel (* 21. September 1850 in Leipzig; † nach 1912/1913) war eine deutsche Malerin der Düsseldorfer Schule.

## Leben
Friederike Vogel wurde als Tochter des Stadtrats sowie Buchbinders und Buchdruckers Wilhelm Ferdinand Theodor Vogel (1808–1872) und dessen Ehefrau Maria Louise (Louisa), geborene Werner (1810–1883), in Leipzig geboren. Eine Ausbildung zur Malerin erhielt sie in München bei der Stilllebenmalerin Sophie Neureuther, einer Tochter des Malers Eugen Napoleon Neureuther, sodann in Düsseldorf bei Carl Hertel und Robert Meyerheim. Reisen führten sie in verschiedene Gegenden Süddeutschlands und nach Tirol. 1884 erschienen in Leipzig in der Reihe Blumen-Studien nach der Natur. Ein Vorlagenwerk für den Unterricht im Blumenmalen sechs Chromolithografien ihrer Blumenstudien.
In den Jahren 1894 bis 1913 lebte sie in Göttingen, wo sie sich hauptsächlich als Aquarellistin und private Mallehrerin betätigte und mit der Kunst- und Papierhandlung H. Lange zusammenarbeitete, die auch eine Buch- und Steindruckerei betrieb. Für Lange schuf sie Vorlagen zu Künstlerpostkarten mit Ansichten von Stadt und Umgebung. Ein Göttinger Atelier Vogels ist in den Jahren 1908 bis 1911 nachgewiesen. 
Aus ihrem wenig bekannten Œuvre befinden sich kleinformatige Ölgemälde mit Ansichten im Museumsbesitz, vor allem im Städtischen Museum Göttingen. Sie stellte Werke 1887 und 1889 auf der 42. und 43. Kasseler Kunstausstellung aus. 1890 nahm sie an der 27. Kunstausstellung des Kunstvereins in Bremen teil. Ein Ausstellung ihrer Gemälde und Aquarelle fand 1907 im Hulbe-Haus in Hamburg statt.